# Norman R. "Bud" Poile Trophy (IHL)
Il Norman R. "Bud" Poile Trophy è stato un premio annuale assegnato dal 1988 al 2001 dall'International Hockey League al giocatore scelto come Most Valuable Player dei playoff della Turner Cup. Il trofeo fu istituito in occasione del pensionamento dello stesso Bud Poile, ex-commissioner della IHL.

## Vincitori
| Stagione | Giocatore       | Squadra              |
| -------- | --------------- | -------------------- |
| 1988-89  | Dave Michayluk  | Muskegon Lumberjacks |
| 1989-90  | Mike McNeill    | Indianapolis Ice     |
| 1990-91  | Michel Mongeau  | Peoria Rivermen      |
| 1991-92  | Ron Handy       | Kansas City Blades   |
| 1992-93  | Pokey Reddick   | Fort Wayne Komets    |
| 1993-94  | Stan Drulia     | Atlanta Knights      |
| 1994-95  | Kip Miller      | Denver Grizzlies     |
| 1995-96  | Tommy Salo      | Utah Grizzlies       |
| 1996-97  | Peter Ciavaglia | Detroit Vipers       |
| 1997-98  | Aleksandr Semak | Chicago Wolves       |
| 1998-99  | Stan Drulia     | Detroit Vipers       |
| 1999-00  | Andrej Trefilov | Chicago Wolves       |
| 2000-01  | Norm Maracle    | Orlando Solar Bears  |